# Патрік Гомберґен
Патрік Гомберґен (нар. 8 вересня 1946) — колишній бельгійський тенісист.
Найвищу одиночну позицію світового рейтингу — 115 місце досяг 13 вересня 1973 року.
Найвищим досягненням на турнірах Великого шолома було 3 коло в одиночному та парному розрядах.

## Фінали Гран-прі за кар'єру

### Парний розряд: 1 (0–1)
| Результат | Ранг | Рік  | Турнір            | Покриття | Партнер       | Суперники             | Рахунок        |
| --------- | ---- | ---- | ----------------- | -------- | ------------- | --------------------- | -------------- |
| Поразка   | 1.   | 1973 | Валенсія, Іспанія | Ґрунт    | Бернар Міньйо | Майк Естеп Йон Ціріак | 4–6, 6–1, 8–10 |